# La Chapelle-Yvon
La Chapelle-Yvon är en kommun i departementet Calvados i regionen Normandie i norra Frankrike. Kommunen ligger i kantonen Orbec som ligger i arrondissementet Lisieux. År 2018 hade La Chapelle-Yvon 550 invånare.

## Befolkningsutveckling
Antalet invånare i kommunen La Chapelle-Yvon
Referens: INSEE